# Taubenturm (Limours)
Koordinaten: 48° 38′ 53,2″ N, 2° 4′ 44,7″ O

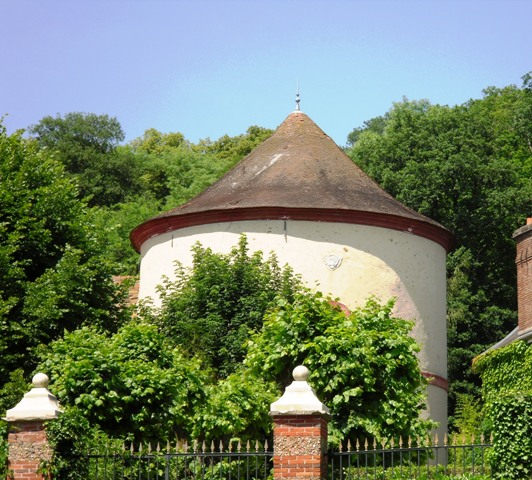
Taubenturm in Limours

Der Taubenturm (französisch colombier oder pigeonnier) in Limours, einer französischen Gemeinde im Département Essonne in der Region Île-de-France, wurde 1780 errichtet.
Der runde Taubenturm an der Impasse du Colombier Nr. 5 gehörte zum Bauernhof des nach der Revolution abgerissenen Schlosses. 
In den 1980er Jahren wurde der Turm zu einem Wohnhaus umgebaut.